# Lac Electra
Pour les articles homonymes, voir Electra et Électre (homonymie).
Le lac Electra, en anglais Electra Lake, est un lac de barrage dans l'État américain du Colorado. Il est situé à une altitude de 2 539 m dans le comté de La Plata et la forêt nationale de San Juan.